# Trichosalpingus variabilis
Trichosalpingus variabilis es una especie de coleóptero de la familia Mycteridae.

## Distribución geográfica
Habita en Nueva Gales del Sur, Queensland y Victoria (Australia).